# Episodi di Ensign O'Toole
La prima e unica stagione della serie televisiva Ensign O'Toole è andata in onda negli Stati Uniti dal 23 settembre 1962 al 5 maggio 1963 sulla NBC.
| nº | Titolo originale         | Prima TV USA      |
| -- | ------------------------ | ----------------- |
| 1  | Operation: Kowana        | 23 settembre 1962 |
| 2  | Operation: Model 'T'     | 30 settembre 1962 |
| 3  | Operation: Daddy         | 7 ottobre 1962    |
| 4  | Operation: Benefit       | 14 ottobre 1962   |
| 5  | Operation: Jinx          | 21 ottobre 1962   |
| 6  | Operation Holdout        | 28 ottobre 1962   |
| 7  | Operation: Birthday      | 11 novembre 1962  |
| 8  | Operation: Dinner Party  | 11 novembre 1962  |
| 9  | Operation: Mess          | 17 ottobre 1962   |
| 10 | Operation: Impersonation | 25 novembre 1962  |
| 11 | Operation: Hypnosis      | 2 dicembre 1962   |
| 12 | Operation: Potomac       | 9 dicembre 1962   |
| 13 | Operation: Gaslight      | 16 dicembre 1962  |
| 14 | Operation: Brooklyn      | 23 dicembre 1962  |
| 15 | Operation: Swindle       | 30 dicembre 1962  |
| 16 | Operation: Treasure      | 6 gennaio 1963    |
| 17 | Operation: Intrigue      | 13 gennaio 1963   |
| 18 | Operation: Psychology    | 20 gennaio 1963   |
| 19 | Operation: Royalty       | 27 gennaio 1963   |
| 20 | Operation: Whodunit      | 3 febbraio 1963   |
| 21 | Operation: Casanova      | 10 febbraio 1963  |
| 22 | Operation: Souvenir      | 17 febbraio 1963  |
| 23 | Operation: Arrivederci   | 5 marzo 1963      |
| 24 | Operation: Re-enlist     | 10 marzo 1963     |
| 25 | Operation: Boxer         | 17 marzo 1963     |
| 26 | Operation: Stowaway      | 24 marzo 1963     |
| 27 | Operation: Arctic        | 31 marzo 1963     |
| 28 | Operation: Physical      | 7 aprile 1963     |
| 29 | Operation: Tubby         | 14 aprile 1963    |
| 30 | Operation: Sabotage      | 21 aprile 1963    |
| 31 | Operation: Contest       | 28 aprile 1963    |
| 32 | Operation: Geisha        | 5 maggio 1963     |

## Operation: Kowana
- Prima televisiva: 23 settembre 1962

### Trama
- Guest star: Victor Sen Yung (Shop Keeper), Stuart Margolin (tenente Miller), Skip Ward (tenente Ferguson), Mako (Kumagae)

## Operation: Model 'T'
- Prima televisiva: 30 settembre 1962

### Trama
- Guest star: Émile Genest (padre), Susan Silo (ragazza), Don Beddoe (ammiraglio), Alberto Morin (poliziotto francese)

## Operation: Daddy
- Prima televisiva: 7 ottobre 1962

### Trama
- Guest star: Molly Dodd (Bea), Merle Pertile (Rosemary), Davis Roberts (operatore radio)

## Operation: Benefit
- Prima televisiva: 14 ottobre 1962

### Trama
- Guest star: The Kim Sisters (loro stessi - Singers), James Hong (Stagemanger), Cherylene Lee (Kim Yo), Grace Lee Whitney (Rita Shaw), Dick Powell (capitano Richard E. Powell)

## Operation: Jinx
- Prima televisiva: 21 ottobre 1962

### Trama
- Guest star: Harvey Parry (Steward), Clyde Adler (negoziante), Soupy Sales (Johnson), Sandra Gould (cameriera), Sid Gould (Toothpick), Ed Craig (Sailor)

## Operation: Holdout
- Prima televisiva: 28 ottobre 1962

### Trama
- Guest star: Tige Andrews (Solman), Davis Roberts (Swain), Mako (sergente Harada), James Hong (soldato Osano), Eddie Ryder (Benkell)

## Operation: Birthday
- Prima televisiva: 11 novembre 1962

### Trama
- Guest star:

## Operation: Dinner Party
- Prima televisiva: 11 novembre 1962

### Trama
- Guest star: Irvin Ashkenazy (Louis), Ramsay Hill (Lord Wellington), Jay Novello (Fournot), Jan Arvan (Pierre), Veola Vonn (Paulette), Norma Varden (Lady Wellington), George Baxter (ammiraglio)

## Operation: Mess
- Prima televisiva: 17 ottobre 1962

### Trama
- Guest star: Joe Higgins (Louie), Herbie Faye (Smithy), Harry Morgan (Charlie), Skip Ward (Ferguson), Stuart Margolin (tenente Miller), Ken Berry (Calucci), Les Brown Jr. (Cobby), Stafford Repp (commodoro), Larry Perron (Hugo)

## Operation: Impersonation
- Prima televisiva: 25 novembre 1962

### Trama
- Guest star: Pamela Searle (Pam Watson), Stuart Margolin (tenente Miller), Edgar Barrier (generale Tong Ho), Alan Caillou (capitano britannico), Ben Wright (tenente britannico)

## Operation: Hypnosis
- Prima televisiva: 2 dicembre 1962

### Trama
- Guest star: Stuart Margolin (tenente Miller), Gerald Trump (Crump), Eddie Peterson (marinaio)

## Operation: Potomac
- Prima televisiva: 9 dicembre 1962

### Trama
- Guest star: Mike Mason (ufficiale), Tyler McVey (ammiraglio), Carolyn Kearney (Wave), Norman Alden (impiegato), Dee Carroll (Wave), John Newton (Messinger), Richard Eastham (Chief Petty Officer O'Toole)

## Operation: Gaslight
- Prima televisiva: 16 dicembre 1962

### Trama
- Guest star: Ken Berry (tenente Melton), Jamie Farr (Penski), Steve Franken (ensign Clifford Bender)

## Operation: Brooklyn
- Prima televisiva: 23 dicembre 1962

### Trama
- Guest star: Bob Hull (Assistant Cook), Les Brown Jr. (tenente Cobby), Penny Stanton (Mama Di Julio), Ken Berry (tenente Melton), Joe Higgins (Henly), Romo Vincent (Papa Di Julio)

## Operation: Swindle
- Prima televisiva: 30 dicembre 1962

### Trama
- Guest star: Rosemary DeCamp (Leona), Charles Watts (Leslie), Dub Taylor (impiegato)

## Operation: Treasure
- Prima televisiva: 6 gennaio 1963

### Trama
- Guest star: Ken Berry (tenente Melton), Shary Marshall (infermiera), Michael Ross (Gurney)

## Operation: Intrigue
- Prima televisiva: 13 gennaio 1963

### Trama
- Guest star: James Hong (Headwaiter), Philip Ahn (Low Kong), Robert Emhardt (Rodney Frazer), Howard Morris (Delacroix), Bernard Fox (ispettore Hastings), Chana Eden (Ilona), Harold Fong (cinese)

## Operation: Psychology
- Prima televisiva: 20 gennaio 1963

### Trama
- Guest star: John McGiver (Arthur Ainsley)

## Operation: Royalty
- Prima televisiva: 27 gennaio 1963

### Trama
- Guest star: Lou Krugman (King Pussik), Michael Davis (Prince Pussik), Dennis Cross (capitano di guardia)

## Operation: Whodunit
- Prima televisiva: 3 febbraio 1963

### Trama
- Guest star: Kelly Gordon (Harper), John Tarangelo (Whittaker), Alan Caillou (Monte Cartwright), Davis Roberts (Swain), Gerald Trump (Crump), Eddie Peterson (Selby)

## Operation: Casanova
- Prima televisiva: 10 febbraio 1963

### Trama
- Guest star: Ransom M. Sherman (Congressman), Jackie Loughery (Arlene), Nancy Rennick (Pat), Ken Berry (tenente Melton), Carol Christensen (Nancy), Cynthia Chenault (Jane), Jackie Joseph (Mary Lou)

## Operation: Souvenir
- Prima televisiva: 17 febbraio 1963

### Trama
- Guest star: Don Beddoe (ammiraglio Hornsby), Alan Reed Jr. (Malloy)

## Operation: Arrivederci
- Prima televisiva: 5 marzo 1963

### Trama
- Guest star: Sharon Hugueny (Juliet Scarlatti), Doris Packer (Mrs. Atherton), Émile Genest (Monty)

## Operation: Re-enlist
- Prima televisiva: 10 marzo 1963

### Trama
- Guest star: Jack Mullaney

## Operation: Boxer
- Prima televisiva: 17 marzo 1963

### Trama
- Guest star: Gary Crosby (ensign Baxter), Roger Torrey (Goliath Jones), Cal Bolder (Neanderthal Nathan)

## Operation: Stowaway
- Prima televisiva: 24 marzo 1963

### Trama
- Guest star: Nita Talbot (Anna)

## Operation: Arctic
- Prima televisiva: 31 marzo 1963

### Trama
- Guest star: Andrew Colmar (Naismith)

## Operation: Physical
- Prima televisiva: 7 aprile 1963

### Trama
- Guest star: Gary Crosby (tenente Baxter), Peter Leeds (Charlie), William Schallert (Doug), Mike Farrell (Ferguson)

## Operation: Tubby
- Prima televisiva: 14 aprile 1963

### Trama
- Guest star: Stubby Kaye (Tubby Mason), Dick Whittinghill, Gerald Trump, Eddie Peterson

## Operation: Sabotage
- Prima televisiva: 21 aprile 1963

### Trama
- Guest star: George Petrie (Dickery)

## Operation: Contest
- Prima televisiva: 28 aprile 1963

### Trama
- Guest star: Irene Tedrow (Mrs. Barnes), Andrew Colmar (Naismith), Gerald Trump (Crump), Dick Powell

## Operation: Geisha
- Prima televisiva: 5 maggio 1963

### Trama
- Guest star: Pat Li (Mrs. Yamada), Robert Kino (Mr. Yamado), Jack Carter (Steve Turner), Eddie Ryder (Al Shrieber), Ransom M. Sherman (ambasciatore Cobb), Mako (Yamada Jr.)